# 3D 퍼즐
3D 퍼즐은 건물, 차량 등을 입체로 구현한 모형의 일종으로, 주로 어린이들이 많이 하나 키덜트층 사이에서도 매니아가 꽤 있다. 일반 종이모형과의 차이점은 종이모형은 가위, 칼, 풀 등을 사용해서 조립해야하는 반면에 3D 퍼즐은 그냥 뜯어서 끼우기만 하면 되므로 어린이들이 즐기기에 안전하고 쉽다.

## 제조사 목록
- - 스콜라스 뜯어만드는세상

- - 큐빅펀